# Passel Pond
Passel Pond är en sjö i Antarktis. Den ligger i Västantarktis. Inget land gör anspråk på området. Passel Pond ligger 406 meter över havet.